# 维捷斯拉夫·朱里什
维捷斯拉夫·朱里什（捷克語：Vítězslav Ďuriš，1954年1月5日—），捷克男子冰球运动员。他曾代表捷克斯洛伐克国家队参加1980年冬季奥林匹克运动会冰球比赛，获得第五名。